# Jacques Delfeld
Jacques Delfeld sen. (* 15. Oktober 1951 in Luxemburg) ist Vorsitzender des Verbandes Deutscher Sinti und Roma – Landesverband Rheinland-Pfalz und stellvertretender Vorsitzender des Dokumentations- und Kulturzentrum Deutscher Sinti und Roma.
Im Vordergrund seiner Bürgerrechtsarbeit steht die gesellschaftliche Gleichbehandlung und die Wahrung der kulturellen Eigenständigkeit der Minderheit und der Minderheitensprache Romanes, so 2015 die Landeszentrale für politische Bildung in Rheinland-Pfalz. Der Verband, dem Delfeld seit 1988 vorsteht, wurde 1983 gegründet und ist Mitglied im Zentralrat Deutscher Sinti und Roma, der seit Februar 1982 besteht. Der Landesverband fordert mit Delfeld Schutz und Förderung der Kultur der seit langem in Deutschland beheimateten nationalen Minderheit ein. Öffentlichkeits- und Informationsarbeit sollen dazu beitragen, Vorurteile abzubauen.
Jacques Delfeld engagiert sich auch für die Errichtung und Pflege von Mahnmalen und Gedenkstätten für Opfer des Nationalsozialismus und beteiligt sich an der Entwicklung entsprechender Ausstellungen.
2005 bekannte sich Rheinland-Pfalz als erstes Bundesland in einem schriftlichen Vertrag mit dem Landesverband zu seiner Verantwortung gegenüber den Angehörigen der "nationalen Minderheit der Sinti und Roma". Nur auf sie als "deutsche Minderheit" bezieht ihr Inhalt sich.
Die Regelungen in der Rahmenvereinbarung sollen dazu beitragen, die "aktive Teilnahme der in Rheinland-Pfalz lebenden Sinti und Roma" im kulturellen, sozialen, wirtschaftlichen und politischen Leben des Landes "zu fördern". Dazu habe, so die rheinland-pfälzische Landeszentrale für politische Bildung, Delfelds Engagement geführt.
In der Vereinbarung wurden auch verbindliche Verabredungen dazu getroffen, wie das Gedenken an die Opfer der NS-Verfolgung unterstützt werden kann und die Sprache (Romanes), Kultur und Identität der Sinti und Roma gefördert werden können. Außerdem verpflichtet sich die Landesregierung darin, jeglichen Diskriminierungen von Angehörigen der Minderheit entgegenzuwirken.
Jacques Delfeld ist weiterhin Herausgeber von minderheitsspezifischer Fachliteratur:
- Jetzt ist keiner mehr da – Gedenken an die Deportation von Sinti und Roma in der NS-Zeit
- Tradition und Zukunft des Rechtsextremismus
- Die Überleben sind die Ausnahme – Broschüre zur gleichnamigen Ausstellung
- Sinti und Roma eine Deutsche Minderheit – Kooperation mit Pädagogischen Zentrum u. Landeszentrale für politische Bildung
- 20 Jahre für Bürgerrechte – Der Verband Deutscher Sinti und Roma, Landesverband Rheinland-Pfalz.

2010 wurde Delfeld mit der höchsten Auszeichnung des Landes Rheinland-Pfalz für hervorragende Verdienste um das Land gewürdigt.

## Werke
- Die Bürgerrechtsbewegung der Sinti und Roma in Deutschland. Das Beispiel Rheinland-Pfalz, in Oliver von Mengersen, Hg.: Sinti und Roma. Eine deutsche Minderheit zwischen Diskriminierung und Emanzipation. Bundeszentrale für politische Bildung, BpB, und Bayerische Landeszentrale für politische Bildungsarbeit, Bonn und München 2015, ISBN 3838905733, S. 233–245